# Procyonoidea
Procyonoidea é uma superfamília da parvordem Mustelida.

## Taxonomia da Superfamília Procyonoidea
- Família Ailuridae
- Família Mephitidae
- Família Procyonidae